# Kirchmayer Károly
Kirchmayer Károly (Máramarossziget, 1923. március 7. – Budapest, 2007. május 13.) szobrász.

## Életpályája
1941-ben Budapestre költözött. 1941–1946 között az Iparművészeti Főiskola díszítőszobrász szakán tanult, ahol Ohmann Béla, Erdey Rezső oktatta. Ezután tanulmányutat tett több kelet- és nyugat-európai országban, mint például Belgium, Bulgária, Csehszlovákia, Franciaország, Hollandia, Németország. 1947-től volt kiállító művész. 1947–1989 között a Vasutas Képzőművészeti Kör vezetője volt.
Munkáit az alkalmazott anyagok sokasága és műfaji sokoldalúsága jellemezte. Témája a dolgozó, tevékenykedő és a munkái eredményeit élvező ember volt, de foglalkozott portrészobrászattal és monumentális dekorációval is.

## Egyéni kiállításai
- 1963, 1996 Budapest
- 1967 Rákospalota
- 1973, 1983, 1985 Nyírbátor
- 1977, 1987, 1993 Baja
- 1977 Kiskunhalas
- 1979 Boglárlelle, Tapolca
- 1988 Érd, Kalocsa, Révfülöp, Tapolca
- 1989 Fehérgyarmat
- 1991 Kiskőrös
- 1992 Vaskút

## Díjai
- Ezüstgerely díj (1978)
- SZOT-díj (1982)
- Hatvani Galéria Díja (1985)